# Meeraner SV
Meeraner SV is een Duitse voetbalclub uit Meerane, Saksen. De club speelde op het hoogste niveau voor 1933 en ook vijf seizoen in de DDR-Oberliga in de begindagen van het Oost-Duitse voetbal.

## Geschiedenis
De club werd in 1907 opgericht als FC Sachsen Meerane. In 1918 fuseerde de club met Wacker Meerane en TS Meerane en werd zo SVgg 07 Meerane. De club was aangesloten bij de Midden-Duitse voetbalbond en speelde in de competitie van West-Saksen, waar de club vier keer kampioen werd.
Na de Tweede Wereldoorlog werden alle Duitse voetbalclubs ontbonden. De club werd op 1 september 1946 heropgericht als SG Meerane. In 1948 bereikte de club de halve finale om de titel van de Oostelijke bezettingszone. Het volgende seizoen werd de naam Einheit Meerane aangenomen en de club nam opnieuw deel aan de eindronde om de titel. Einheit versloeg onder meer ZSG Industrie Leipzig en verloor nu in de halve finale van Fortuna Erfurt. Door deze goede prestaties plaatste de club zich voor het eerste seizoen van de DDR-Oberliga, de nieuwe hoogste klasse van Oost-Duitsland. Na drie seizoenen degradeerde de club, in het laatste seizoen werd de naam gewijzigd in BSG Fortschritt Meerane. De club kon nog voor twee seizoenen terugkeren maar moest dan definitief afscheid nemen van de hoogste divisie. Tot in de jaren zestig speelde de club nog in de DDR-Liga.
Na de Duitse hereniging werd de naam gewijzigd in Meeraner SV.

## Erelijst
Kampioen West-Saksen
1925, 1927, 1928, 1930